# Nickel 60
table
Le nickel 60, noté 60Ni, est l'isotope du nickel dont le nombre de masse est égal à 60 : son noyau atomique compte 28 protons et 32 neutrons avec un spin 0+ pour une masse atomique de 59,930 785 g/mol. Il est caractérisé par un excès de masse de −64 473 keV et une énergie de liaison nucléaire par nucléon de 8 780,77 keV.
C'est un isotope stable, dont l'abondance naturelle est de 26,223 %. Il possède la quatrième énergie de liaison par nucléon la plus élevée connue : 8,780 8 MeV par nucléon ; c'est le nickel 62 qui arrive en tête, avec 8,794 6 MeV par nucléon, suivi par le 58Fe et le 56Fe.
Le 60Ni est le produit de désintégration du 60Fe à travers deux désintégrations β− successives via le cobalt 60 avec des périodes respectivement de 2,6 millions et 5,27 années :
60
26Fe ⟶ 60
27Co + e− + νe ;
60
27Co ⟶ 60
28Ni + e− + νe.
Or le fer 60 se forme lors des explosions de supernovae, ce qui rend les fluctuations de concentration du 60Fe et surtout du 60Ni intéressantes à étudier à travers le Système solaire afin de dater les matériaux et de vérifier l'hypothèse selon laquelle l'explosion d'une supernova au voisinage de la nébuleuse primitive aurait été l'évènement déclencheur de la formation du système solaire, il y aurait 4,6 milliards d'années. Cette tâche est rendue difficile par le fait que la distribution du 60Ni à travers le système solaire parait trop hétérogène pour permettre des conclusions définitives.

## Articles liés
- Nickel
- Isotopes du nickel
- Table des isotopes
- Fer 60

| 1 | H  |    |    |    |    |    |    |    |    |    |    |    |    |    |    |    |    |    |    |    |    |    |    |    |    |    |    |    |    |    |    | He |
| 2 | Li | Be |    |    |    |    |    |    |    |    |    |    |    |    |    |    |    |    |    |    |    |    |    |    |    |    | B  | C  | N  | O  | F  | Ne |
| 3 | Na | Mg |    |    |    |    |    |    |    |    |    |    |    |    |    |    |    |    |    |    |    |    |    |    |    |    | Al | Si | P  | S  | Cl | Ar |
| 4 | K  | Ca |    |    |    |    |    |    |    |    |    |    |    |    |    |    | Sc | Ti | V  | Cr | Mn | Fe | Co | Ni | Cu | Zn | Ga | Ge | As | Se | Br | Kr |
| 5 | Rb | Sr |    |    |    |    |    |    |    |    |    |    |    |    |    |    | Y  | Zr | Nb | Mo | Tc | Ru | Rh | Pd | Ag | Cd | In | Sn | Sb | Te | I  | Xe |
| 6 | Cs | Ba | La | Ce | Pr | Nd | Pm | Sm | Eu | Gd | Tb | Dy | Ho | Er | Tm | Yb | Lu | Hf | Ta | W  | Re | Os | Ir | Pt | Au | Hg | Tl | Pb | Bi | Po | At | Rn |
| 7 | Fr | Ra | Ac | Th | Pa | U  | Np | Pu | Am | Cm | Bk | Cf | Es | Fm | Md | No | Lr | Rf | Db | Sg | Bh | Hs | Mt | Ds | Rg | Cn | Nh | Fl | Mc | Lv | Ts | Og |